# Žan Kranjec
Žan Kranjec (* 15. November 1992 in Ljubljana) ist ein slowenischer Skirennläufer. Er ist vor allem in der Disziplin Riesenslalom erfolgreich, fährt aber auch Weltcuprennen im Slalom. Sein bisher größter Erfolg ist der Gewinn der Silbermedaille bei den Olympischen Winterspielen 2022.

## Biografie
Ab November 2007, im Alter von 15 Jahren, nahm Kranjec an FIS-Rennen und nationalen Juniorenrennen teil, wobei er zunächst in allen Disziplinen antrat. Im Februar 2009 war er Teilnehmer des European Youth Olympic Festival in Szczyrk, wo er den 11. Platz im Riesenslalom und den 13. Platz im Slalom erzielte. Zwei Monate später gewann er in Bansko zum ersten Mal ein FIS-Rennen. Anfang März 2010 folgte in Kranjska Gora der erste Einsatz in einem Europacup-Rennen. Ende Februar 2011 wurde Kranjec slowenischer Riesenslalom- und Slalom-Juniorenmeister. Eine Woche später hatte Kranjec am 5. März 2011 sein Debüt im Weltcup; dabei beendete er den Riesenslalom von Kranjska Gora auf dem 42. Platz. Im Verlaufe der Saison 2011/12 etablierte er sich allmählich im Europacup. Kurz nachdem er zum zweiten Mal slowenischer Slalom-Juniorenmeister geworden war, gewann er bei den Juniorenweltmeisterschaften 2012 je eine Bronzemedaille im Riesenslalom und in der Kombination.
Obwohl er im Weltcup noch kein zählbares Ergebnis vorzuweisen hatte, nahm Kranjec an den Weltmeisterschaften 2013 in Schladming teil und fuhr im Riesenslalom auf den 22. Platz. Bei den Juniorenweltmeisterschaften 2013 gewann er zwei weitere Medaillen, die goldene im Mannschaftswettbewerb und die bronzene im Riesenslalom. Die ersten Weltcuppunkte holte er am 23. Dezember 2013 mit Platz 23 im Riesenslalom auf der Gran Risa in Alta Badia. Im Europacup gelang ihm am 3. Dezember die erste Podestplatzierung, am 26. und 27. Januar 2014 konnte er in Les Menuires zwei Riesenslaloms in Folge für sich entscheiden. Damit entschied er auch die Riesenslalom-Disziplinenwertung für sich und erhielt dadurch einen Fixstartplatz im Weltcup. Kurz darauf nahm er an den Olympischen Winterspielen 2014 in Sotschi teil und fuhr dort im Riesenslalom auf Platz 23.
Nach einer eher enttäuschenden Weltcupsaison 2014/15 erzielte Kranjec ab dem Winter 2015/16 regelmäßig Platzierungen unter den besten 20. Sein bestes Ergebnis in diesem Winter war ein zwölfter Platz in Val-d’Isère. Zum Auftakt der Saison 2016/17 stieß er als Vierter des Riesenslaloms von Sölden mitten in die Weltspitze vor. Knapp zwei Monate später bestätigte er diese Leistung mit einem weiteren vierten Platz in Alta Badia. Allerdings konnte er dieses Niveau im weiteren Verlauf des Winters nicht mehr ganz halten. Nach einer weiteren Top-10-Platzierung zu Beginn der Saison 2017/18 fuhr Kranjec am 17. Dezember 2017 in Alta Badia hinter Marcel Hirscher und Henrik Kristoffersen auf den dritten Platz, gleichbedeutend mit seiner ersten Podestplatzierung in einem Weltcuprennen. Bis zum Ende des Winters kamen drei fünfte Plätze hinzu.
Am 19. Dezember 2018 gelang Kranjec der erste Weltcupsieg beim Riesenslalom von Saalbach-Hinterglemm, wo er sich gegen Loïc Meillard und Mathieu Faivre durchsetzen konnte. Es handelte sich um den ersten Weltcupsieg eines Slowenen in dieser Disziplin überhaupt. Bei den Weltmeisterschaften 2019 wurde er in dieser Disziplin Fünfter und beim Weltcupfinale in Soldeu Dritter. Auch in der Saison 2019/20 behauptete er sich an der Weltspitze. Nach einem dritten Platz in Alta Badia folgte am 11. Januar 2020 der zweite Weltcupsieg am Chuenisbärgli in Adelboden. Auch der Weltcupwinter 2020/21 begann vielversprechend mit einem zweiten Platz in Santa Caterina, doch dann unterbrach Kranjec die Saison für rund zwei Wochen, nachdem sein Vater bei einem Haushaltsunfall verstorben war. Im weiteren Verlauf der Saison fuhr er im Weltcup zweimal unter die besten zehn, während er bei den Weltmeisterschaften 2021 in Cortina d’Ampezzo Sechster wurde.
Zu Beginn der Saison 2021/22 überzeugte Kranjec zwar mit einem dritten Rang in Sölden, schien dann aber aufgrund mehrerer mittelmäßiger Ergebnisse außer Form geraten zu sein, weshalb er vor den Olympischen Winterspielen 2022 in Peking nicht zum Favoritenkreis zählte. Dort lag er im Riesenslalom zur Halbzeit auf dem achten Platz und gewann dank deutlicher Bestzeit im zweiten Durchgang die Silbermedaille hinter Marco Odermatt. Am Anfang des Winters 2022/23 klassierte sich Kranjec einmal als Zweiter und zweimal als Dritter. Bei den Weltmeisterschaften 2023 in Courchevel erzielte er im Riesenslalom und im Parallelrennen jeweils den sechsten Platz. Zum Abschluss der Saison holte er seinen ersten slowenischen Meistertitel im Riesenslalom.

## Erfolge

### Olympische Spiele
- Sotschi 2014: 23. Riesenslalom
- Pyeongchang 2018: 4. Riesenslalom, 9. Mannschaftswettbewerb
- Peking 2022: 2. Riesenslalom, 7. Mannschaftswettbewerb

### Weltmeisterschaften
- Schladming 2013: 22. Riesenslalom
- Vail/Beaver Creek 2015: 32. Slalom
- St. Moritz 2017: 9. Mannschaftwettbewerb
- Åre 2019: 5. Riesenslalom, 17. Slalom
- Cortina d’Ampezzo 2021: 6. Riesenslalom, 10. Parallelrennen
- Courchevel/Méribel 2023: 6. Riesenslalom, 6. Parallelrennen
- Saalbach-Hinterglemm 2025: 11. Riesenslalom

### Weltcup
- 15 Podestplätze, davon 2 Siege:

| Datum             | Ort                  | Land       | Disziplin    |
| ----------------- | -------------------- | ---------- | ------------ |
| 19. Dezember 2018 | Saalbach-Hinterglemm | Österreich | Riesenslalom |
| 11. Januar 2020   | Adelboden            | Schweiz    | Riesenslalom |

### Weltcupwertungen
| Saison  | Gesamt | Gesamt | Riesenslalom | Riesenslalom | Slalom | Slalom | Parallel | Parallel |
| Saison  | Platz  | Punkte | Platz        | Punkte       | Platz  | Punkte | Platz    | Punkte   |
| ------- | ------ | ------ | ------------ | ------------ | ------ | ------ | -------- | -------- |
| 2013/14 | 129.   | 8      | 46.          | 8            | –      | –      | –        | –        |
| 2014/15 | 121.   | 17     | 37.          | 17           | –      | –      | –        | –        |
| 2015/16 | 79.    | 91     | 26.          | 91           | –      | –      | –        | –        |
| 2016/17 | 49.    | 155    | 14.          | 152          | 61.    | 3      | –        | –        |
| 2017/18 | 33.    | 272    | 6.           | 272          | –      | –      | –        | –        |
| 2018/19 | 22.    | 399    | 4.           | 344          | 34.    | 55     | –        | –        |
| 2019/20 | 16.    | 445    | 4.           | 364          | 48.    | 22     | 10.      | 59       |
| 2020/21 | 32.    | 256    | 7.           | 250          | –      | –      | 25.      | 6        |
| 2021/22 | 37.    | 219    | 11.          | 180          | 48.    | 13     | 10.      | 26       |
| 2022/23 | 11.    | 464    | 3.           | 464          | –      | –      | –        | –        |
| 2023/24 | 19.    | 347    | 5.           | 347          | –      | –      | –        | –        |
| 2024/25 | 31.    | 277    | 8.           | 277          | –      | –      | –        | –        |

### Europacup
- Saison 2013/14: 6. Gesamtwertung, 1. Riesenslalomwertung
- 5 Podestplätze, davon 2 Siege:

| Datum           | Ort          | Land       | Disziplin    |
| --------------- | ------------ | ---------- | ------------ |
| 26. Januar 2014 | Les Menuires | Frankreich | Riesenslalom |
| 27. Januar 2014 | Les Menuires | Frankreich | Riesenslalom |

### Juniorenweltmeisterschaften
- Mont Blanc 2010: 23. Slalom, 27. Riesenslalom
- Crans-Montana 2011: 11. Kombination, 15. Slalom, 31. Riesenslalom, 50. Super-G, 56. Abfahrt
- Roccaraso 2012: 3. Riesenslalom, 3. Kombination, 5. Slalom, 17. Super-G, 39. Abfahrt
- Québec 2013: 1. Teamwettbewerb, 3. Riesenslalom, 17. Super-G, 39. Abfahrt

### Weitere Erfolge
- 1 slowenischer Meistertitel (Riesenslalom 2023)
- 3 slowenische Juniorenmeistertitel (Riesenslalom 2011, Slalom 2011 und 2012)
- 4 Podestplätze im Far East Cup, davon 2 Siege
- European Youth Olympic Festival 2009: 11. Riesenslalom, 13. Slalom
- 11 Siege bei FIS-Rennen